# Cristian Haro
Cristian Paul Haro Soto (Guasave, Sinaloa, 14 de enero de 1988) es un futbolista mexicano que juega como mediocampista en el Chapulineros de Oaxaca de la Serie B.

## Estadísticas

### Clubes
Actualizado al último partido jugado el 23 de septiembre de 2019.
| Chiapas F. C. · México                                                        | 1.ª                 | 2016                | 0 | 0 | 2 | 0 | - | - | 2  | 0 | 0,00 |
| Chiapas F. C. · México                                                        | Total               | Total               | 0 | 0 | 2 | 0 | 0 | 0 | 2  | 0 | 0,00 |
| Cafetaleros · México                                                          | 2.ª                 | 2018                | 0 | 0 | 2 | 0 | - | - | 2  | 0 | 0,00 |
| Cafetaleros · México                                                          | 2.ª                 | 2018-19             | 4 | 0 | 4 | 0 | - | - | 8  | 0 | 0,00 |
| Cafetaleros · México                                                          | Total               | Total               | 4 | 0 | 6 | 0 | 0 | 0 | 10 | 0 | 0,00 |
| Chapulineros · México                                                         | 3.ª                 | 2020                | 3 | 0 | - | - | - | - | 3  | 0 | 0,00 |
| Chapulineros · México                                                         | Total               | Total               | 3 | 0 | 0 | 0 | 0 | 0 | 3  | 0 | 0,00 |
| Total en su carrera                                                           | Total en su carrera | Total en su carrera | 7 | 0 | 8 | 0 | 0 | 0 | 15 | 0 | 0,00 |
| (1) Incluye datos de Copa México. (3) No incluye goles en partidos amistosos. |                     |                     |   |   |   |   |   |   |    |   |      |

## Palmarés

### Campeonatos nacionales
| Título                  | Club        | País   | Año     |
| ----------------------- | ----------- | ------ | ------- |
| Ascenso MX              | Cafetaleros | México | 2018    |
| Final Temporada 2017-18 | Cafetaleros | México | 2017-18 |